# Yaxhá
Yaxhá è un sito archeologico costruito dalla civiltà Maya, situato nella regione nord-orientale del bacino di  Petén in Guatemala, a circa 30 km di distanza da Tikal, tra i laghi Yahxá e Sacnab. Assieme ad altre due città, Nakum e Naranjo, forma un triangolo che racchiude al suo interno altri siti minori.
Il sito possiede più di 500 strutture, tra cui 40 stele, 13 altari, 9 piramidi-tempio, due giardini per il gioco della palla centroamericano, e una rete di sacbé che uniscono le acropoli a nord e a oriente. 
La Piazza C è l'unico complesso con piramidi gemelle al di fuori di Tikal, che commemora un Katun.
Il tempio K è in via di restauro all'entrata del sito. La città possiede 3 gruppi principali, l'acropoli orientale costruita su una piattaforma è il punto più in alto del sito e di fronte vi sono diverse stele. Il giardino principale è stato restaurato.
Il sito di Yaxha prende il suo nome dall'epoca classica, quando la città era all'apice della prosperità. Nel 1985 David Stuart propose che il glifo-emblema del sito si dovesse leggere Yax-ha e che il nome attribuitogli fosse risalente all'antichità.
Il reality show Survivor è stato filmato nella zona del sito nel 2005.